# AK-230
Die AK-230 ist eine schiffsgestützte sowjetische Flugabwehrkanone im Kaliber 30 × 210 mm B.

## Entwicklung
Die AK-230 war die erste sowjetische Flugabwehrkanone im Kaliber 30 mm und sollte die veralteten 25-mm-Flak-Systeme ablösen. Die Entwicklung begann in den 1950er-Jahren und war 1969 abgeschlossen. Während der Entwicklung dienten Raketenschnellboote der Osa-Klasse und Torpedoboote der Shershen-Klasse als Testplattformen. Es wurden bis in die 1980er-Jahre über 1450 Geschütze in der Sowjetunion und etwa 300 in China gebaut (dort bekannt als Typ 69). Beinahe jedes von 1960 bis 1980 gebaute Schiff der sowjetischen Marine hatte ein AK-230-System an Bord. Der Nachfolger ist das AK-630-System.

## Technik
Die AK-230 ist mit zwei Revolverkanonen des Typs NN-30 (Nudelmann-Nemenjow) mit wassergekühlten Läufen ausgestattet. Ein Radar vom Typ PUS M-104 „Rys“(russisch ПУС М-104 „Рысь“, NATO-Code „Drum Tilt“) übernimmt meist die Feuerleitung. Die Zieldaten können jedoch auch von einem ferngelenkten optischen Feuerleitgerät bereitgestellt werden. Auf vielen kleineren Schiffen wird die AK-230 auch zur Bekämpfung von Schiffszielen eingesetzt. So ist es die Hauptrohrwaffe der Raketenschnellbote der Osa-Klasse. Jedes Rohr verfügt über 500 Schuss Bereitschaftsmunition. Verschossen werden können Spreng-, Splitter- und Panzergranaten.

## Einsatz
Eine Auswahl von Schiffsklassen, auf denen das Waffensystem verwendet wurde:
Volksmarine der DDR
- Projekt 12 Hai-Klasse
- Projekt 108 & Projekt 109 Hoyerswerda-Klasse
- Parchim-Klasse

Polnische Marine
- Projekt 888 Wodnik-Klasse

Sowjetunion/Russland
- Projekt 57b Krupny-Klasse
- Projekt 68A Swerdlow-Klasse
- Projekt 1159 Koni-Klasse
- Projekt 205 Osa-Klasse
- Projekt 206 Shershen-Klasse
- Projekt 1232 Aist-Klasse
- Projekt 1265 Sonya-Klasse
- Projekt 1252 Zhenya-Klasse
- Projekt 266M Natya-Klasse
- Projekt 257D Vanya-Klasse